# Józef Sobieraj
Józef Ryszard Sobieraj (ur. 16 marca 1931 w Kiszewach, zm. 30 czerwca 1989 w Warszawie) – polski wojskowy, generał brygady, pilot Wojska Polskiego, doktor nauk wojskowych.

## Życiorys
Urodził się w rodzinie robotniczej Władysława (1902-1935) i Marceli z domu Markiewicz (1906-1990). Miał siedmioro rodzeństwa. Podczas okupacji, od 1942 roku był przymusowym pracownikiem w gospodarstwie niemieckim. W latach 1947–1950 pracował jako telegrafista w Urzędzie Pocztowym w Koninie, następnie jako kierownik Urzędu Skarbowego w Koninie. 23 września 1950 wstąpił ochotniczo do służby w Wojsku Polskim – do lotnictwa.
Ukończył Oficerską Szkołę Lotniczą Nr 5 w Radomiu, po czym zajmował kolejne stanowiska służbowe: pilota w 41 Pułku Lotnictwa Myśliwskiego w Malborku i 13 Pułku Lotnictwa Myśliwskiego w Leźnicy Wielkiej, w którym był następnie dowódcą klucza i eskadry. Od 1957 służył w 62 Pułku Lotnictwa Myśliwskiego w Poznaniu-Krzesinach na stanowisku pomocnika dowódcy pułku do spraw taktyki walki powietrznej i jednocześnie szefa strzelania powietrznego. W latach 1959–1961 był dowódcą 62 Pułku Lotnictwa Myśliwskiego. Od 1962 służył w Wojskach Obrony Powietrznej Kraju, gdzie był szefem węzła naprowadzania w 3 Korpusie Obrony Powietrznej Kraju, a od 1964 pomocnikiem dowódcy korpusu do spraw obrony obiektu. W latach 1969–1971 był komendantem Technicznej Oficerskiej Szkoły Wojsk Lotniczych w Oleśnicy. Następnie studiował w Wojskowej Akademii Sztabu Generalnego Sił Zbrojnych ZSRR w Moskwie, którą ukończył z wyróżnieniem w lipcu 1971. Po ukończeniu studiów przeszedł do Dowództwa Wojsk Lotniczych w Poznaniu, gdzie był kolejno szefem Zarządu Szkolenia Lotniczego (1971-1972), pełniącym obowiązki szefa sztabu wojsk (listopad 1972 – październik 1973) oraz szefem sztabu – zastępcą dowódcy Wojsk Lotniczych (październik 1973 – maj 1978). Był kolejno zastępcą gen. dyw. pil. Henryka Michałowskiego i gen. dyw. pil. Tadeusza Krepskiego.
W październiku 1973 uchwałą Rady Państwa awansowany do stopnia generała brygady WP. Od maja 1974 był dodatkowo pracownikiem naukowo-badawczym Katedry Strategii Akademii Sztabu Generalnego WP. W grudniu 1977 uchwałą Rady Naukowej Akademii Sztabu Generalnego WP uzyskał stopień doktora nauk wojskowych po obronie rozprawy na temat „Możliwości i sposoby pokonywania systemu obrony przeciwlotniczej nieprzyjaciela przez lotnictwo operacyjne”. Promotorem pracy był gen. bryg. pil. dr Zdzisław Żarski.
W maju 1978 skierowany do wykonywania zadań poza wojskiem, był prezesem Aeroklubu PRL (maj 1978- grudzień 1982), pełnił ponadto funkcję wiceprezydenta Międzynarodowej Federacji Lotniczej (FAI). Od 1984 był dyrektorem generalnym Dyrekcji Generalnej Lotnictwa Cywilnego w Ministerstwie Komunikacji, a od czerwca 1988 Głównym Inspektorem Lotnictwa Cywilnego w tym ministerstwie. Zajmował się popularyzacją lotnictwa, był przewodniczącym Rady Redakcyjnej tygodnika „Skrzydlata Polska”.
Odznaczenia: Order Sztandaru Pracy II klasy (1982), Krzyże Oficerski (1973) i Kawalerski (1968) Orderu Odrodzenia Polski, Złoty Krzyż Zasługi (1957), Medal Komisji Edukacji Narodowej (1976), Brązowy, Srebrny i Złoty Medal „Siły Zbrojne w Służbie Ojczyzny”, Brązowy, Srebrny i Złoty Medal „Za zasługi dla obronności kraju”, odznaka Zasłużonego Działacza Lotnictwa Sportowego, Odznaka "Zasłużony Pracownik Naftobudowy" (1973), Order Sławy (ZSRR, 1973) i wiele innych.
Od 1956 posiadał I klasę pilota wojskowego. Jako pilot wylatał 1935 godzin, z tego 1217 godzin na samolotach odrzutowych. Jego instruktorami byli m.in. kpt. pil. Władysław Hermaszewski oraz kpt. pil. Kazimierz Tanana. Należał w Polsce do prekursorów wyższego zespołowego pilotażu na samolotach odrzutowych w ugrupowaniu „romb”, między innymi w pokazach lotniczych zorganizowanych 8 września 1957 w Warszawie nad Stadionem Dziesięciolecia był prowadzącym „rombu”. Podczas służby w 62 pułku lotnictwa myśliwskiego w 1957 roku był jednym z instruktorów – przyjętych ponownie do służby w lotnictwie polskim – byłych oficerów Polskich Sił Powietrznych w Wielkiej Brytanii takich jak Stanisław Skalski, Wacław Król, Witold Łokuciewski, Tadeusz Góra i Ignacy Olszewski.
Żonaty z Wandą, dwóch synów.
W uroczystości pogrzebowej, która odbyła się 5 lipca 1989 r. (w przeddzień pogrzebu) na Cmentarzu Wojskowym na Powązkach w Warszawie wziął udział m.in. minister obrony narodowej, członek Biura Politycznego KC PZPR gen. armii Florian Siwicki. Pochowany 6 lipca 1989 na Cmentarzu Junikowo w Poznaniu. Zmarłego żegnało dowództwo Wojsk Lotniczych z dowódcą tych wojsk, gen. dyw. pil. Tytusem Krawczycem na czele.

## Awanse
W trakcie wieloletniej służby w Wojsku Polskim otrzymywał awanse na kolejne stopnie wojskowe:
- podporucznik – 1952
- porucznik – 1954
- kapitan – 1956
- major – 1959
- podpułkownik – 1962
- pułkownik – 1967
- generał brygady – 1973